# 김일성종합대학
김일성종합대학(金日成綜合大學)은 평양에 있는 조선민주주의인민공화국의 국립대학이고, 1946년 10월 1일에 김일성을 기념하며 개교했다. 평양시 대성구역에 있다. 줄여서 김대(金大)라고 한다.
1946년 7월 북조선림시인민위원회 결정 제40호에 의하여 대학 설치기구가 설립되었으며, 10월 1일 김일성대학이라는 이름으로 개교하였다. 그 뒤 종합대학으로 승격되었다. 창학과 지도이념으로는 '김일성 주석의 혁명사상과 현대 과학이론을 체득한 민족간부의 양성'을 설립 목적으로 하고 있다.
김일성종합대학에서는 설립 당시에는 7개 학부, 24개 학과로 출발하였으나, 현재 3개 단과대학, 14개 학부에 50여개의 학과가 있다. 김정일 국방위원장은 1964년에 이 대학 경제학부 정치경제학과를 졸업했다. 현재 조선민주주의인민공화국의 주체교육의 최고전당이며, 입학을 위해선 '대학추천을 위한 예비시험'의 성적이 우수할 것과, 학교장과 시·군인민위원회 또는 소속직장의 추천이 필수적이고 철저한 출신 성분 검사를 거치게 된다.

## 성장과정
조선민주주의인민공화국은 해방 이후 공산주의 사회 건설에 필요한 새로운 지식인과 권력 엘리트를 양성하기 위하여, ‘민족간부 양성’이라는 기치 아래 각종 교육기관을 설립하였다. 그 중 대표적인 기관은 군사 및 정치간부 양성을 위한 평양학원, 당 간부 양성을 위한 중앙당학교, 행정경제간부 육성을 위한 중앙고급지도간부학교, 그리고 조선민주주의인민공화국 최초의 대학교인 김일성종합대학 등을 들 수 있다. 이후 1948년에는 만경대혁명학원을 비롯한 혁명유자녀학원을 설립하였다. 김일성종합대학은 조선민주주의인민공화국의 새로운 지식인 집단, 권력 엘리트를 양성하는 데 중추적인 역할을 담당하게 되었다. 김일성종합대학의 성장 과정은 창립시로부터 지금까지 다섯 시기로 나눌 수 있다.

### 대학의 설립
일제 식민통치에서 해방된 후 새 사회 건설에 들어선 조선민주주의인민공화국에서 자체의 간부를 육성하는 것은 당시의 절박한 문제로 인식되었다. 일제의 식민통치의 결과로서 조선민주주의인민공화국에는 해방 직후 고등교육을 받은 민족 인텔리가 매우 적었으며, 주민의 절대 다수가 문맹상태에 있었다. 해방 전에 조선민주주의인민공화국에는 한 개의 대학도 없었으며 몇 개의 전문학교가 있었을 뿐이었는데 그나마 일반서민의 자녀들은 그러한 학교에 다닐 기회가 없었다.
당시 조선민주주의인민공화국에서는 여러 분야의 인재를 양성할 대학들을 한꺼번에 설치할 수 없었기 때문에 종합대학을 먼저 창립하는 방침을 결정하였다. 우선 종합대학을 설치하고 그것을 모체로 하여 많은 대학을 설치하려는 방침을 세웠던 것이다. 해방 이후 1년도 지나지 않은 시점에서 조선민주주의인민공화국은 첫 대학을 창설하는 작업을 시작하여 1945년 11월에 대학건설기성회를 결성하였다.
1946년 5월 25일 종합대학 창립준비위원회가 구성되고 종합대학 창립사업이 전 주민의 운동으로 전개 되었다. 1946년 7월 북조선임시인민위원회는 ‘북조선에 대학을 설치하는 결의’를 채택하고 법령 40호를 발표하였다. 법령 서문에서 김일성은 ‘진보적 민주주의 원리에 입각하여 인민경제와 문화를 건설할 지도력 있는 고등기술인들을 발달시키는 것을 중요시하여’ 대학을 설치한다고 밝혔고, 1946년 10월 1일 창립을 선포하였다.
김일성대학은 평양의과전문학교와 대동공업전문학교를 대학으로 승격시키고 학부로 편입시켜서 설립하였다. 공전 2학년과 의전 3학년 학생은 대학 1학년의 자격으로 입학시켰으며, 중등학교를 나오지 못한 노동자와 농민의 자녀들을 대상으로 3년제 예과를 동시에 열었다.
창립당시에는 7개 학부, 24개 학과가 설치되었으며, 68명의 교원과 1,500명의 학생으로 구성되었다. 또한 1개 예과가 있었다.
- 문학부: 사학과, 문학과, 교육학과
- 법학부: 법학과, 경제학과
- 공학부: 전기공학과, 기계공학과, 금속공학과, 응용수학과, 토목공학과, 광산학과, 건축학과, 방직공학과
- 농학부: 농학과, 농업학과, 수의축산학과
- 의학부: 의학과, 약학과, 치과의학과
- 철도공학부 : 기계공학과, 운전공학과, 철도토목학과[1]

1년 후인 1947년에는 학부 8개, 학생 3,813명으로 증가하였다. 창립 당시에는 흥국공업중학교, 창생상업중학교, 평양사범학교, 인민재판소, 검찰청 건물 등을 교사로 사용하였으며, 일본인 소유의 호텔과 식당은 학교 식당과 기숙사로 수용되었고 교수들을 위한 사택 50채가 마련되었다. 같은 해 3월에는 북조선인민위원회가 보내준 수 만권의 책과 조선민주주의인민공화국 전 주민 서적 기증 운동으로 마련한 도서로 총 6만 3천여 권의 장서를 가진 대학 도서관이 개관되었다.
같은 해 5월에는 대학에 연구원이 설치되었으며, 1947년 7월 7일에 첫 대학신문인 ‘종합대학’창간호가 발행되었다. 그리고 1948년 2월부터 야간학부, 통신학부가 설치되었다. 대학 창립 초기에는 대학청사가 없어 임시건물을 이용하다가 1948년 9월에 대학 본 교사를 지었다.
1948년에는 종합대학에서 4개의 학부(공학부, 운수공학부, 농학부, 의학부)를 분리하고, 그것을 모체로 하여 평양공과대학(현 김책공업종합대학), 사리원농업대학(한국전쟁 전에 원산으로 옮겨 현 원산농업대학), 평양의과대학 등 3개 기술종합대학을 새로 창설하였다. 1949년 종합대학은 19개 학부에 153명의 교원과 학생 2,746명으로 늘어났고, 이 해에 첫 졸업생을 내보냈다.
2010년에 평양의학대학과 평양농업대학, 계응상농업대학 등 3개 대학이 소속되면서 김일성 종합대학 단과대가 7개로 늘었다.

### 전시교육체계
6월 25일 한국전쟁이 발발하면서 3년간의 전시교육체제 시기에 종합대학의 교육사업은 일시적으로 커다란 난관을 겪게 되었다. 폭격에 대학 건물이 파괴되고 많은 교원, 학생들이 전선에 동원되어 나갔다. 이리하여 조선민주주의인민공화국에서는 교육사업이 전반적으로 전시체제로 개편되었다. 전쟁시기 종합대학은 평안남도 순천군 백송리 산 속에 교원, 학생들이 지은 반토굴 교사에서 1951년 새학년도부터 교육사업을 실시하였다.
전시 종합대학 교육에서 어려운 문제의 하나는 교원, 학생 대열을 꾸리는 문제였다. 미래의 인재양성을 하기 위해 조선민주주의인민공화국에서는 1952년 초에 전선에 나간 교원, 학생들을 소환하여 종합대학에서 다시 학습하도록 하는 조치를 취하였다. 종합대학 학생수는 1951년에는 848명, 1952년에는 995명, 1953년에는 1,049명으로 늘어났으며, 이조병제사(李朝兵制史)비롯한 인문과학연구논문들을 많이 내놓았다.
6·25 전쟁 중 월북한 유명인사 중 상당수는 그 후 김일성대학의 교수로 활동하며 전후 김일성대학의 기초를 다지는데 일익을 담당하기도 하였다. 당시 25~45세 사이의 월북자들은 개성에 설치된 송도정치경제대학에서 한반도 통일 후를 대비해 대한민국 통치구도에 대한 교육과 훈련을 받았고, 중앙간부훈련원과 정치학원을 통합하여 설립한 인민경제대학에도 특설반이 설치되어 공산주의 적응교육을 실시하였다.

### 전후 복구시기
전후 시기 교육사업을 다른 모든 사업에 앞세운다는 방침에 따라 종합대학은 가장 우선으로 복구, 정비되었으며 실험실, 박물관, 도서관 등이 확장되었다. 교육과학사업의 기본단위인 강좌는 정전 직후 35개에서 1956년에는 57개로 늘어났으며, 교원수는 258명, 학생수는 3,000여 명에 이르게 되었다. 1953년 학교 수업이 정상화 되면서 수업 연한도 4년제에서 5년제로 변경되었다. 서해안 간석지, 고지대에 대한 연구 등을 수행하였다.

### '주체공산주의 건설'시기

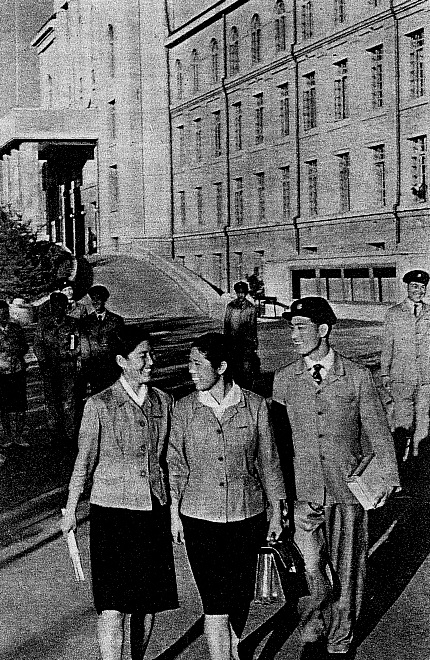
김일성종합대학의 학생들의 모습 (1960년경)

1959년부터 조선민주주의인민공화국의 전 사회가 ‘천리마운동’의 영향을 받기 시작하여 산업현장에 필요한 고급인력을 양성하기 위해 대학이 증설되었다. 이 해에 청진광산대학을 비롯하여 15개의 대학이 신설되었는데, 이 과정에서 김일성대학은 대학 교원의 양성과 재교육기관으로 활용되었다. 김일성대학은 대학 교원들에게 단기 훈련 프로그램을 통하여 교수법을 가르치고 학사과정과 학사운영에 대한 모범을 제공하였다. 이러한 공적을 인정받아 1970년에는 ‘천리마대학’이라는 칭호를 수여받기도 하였다. 조선민주주의인민공화국에서 “공산주의 개조가 끝나고 공산주의 건설이 전면적으로 진행된 이후 시기”에 와서 종합대학은 자기 발전의 새로운 단계에 들어서게 되었다.
특히, ’60년대 중반기에 들어와서 조선민주주의인민공화국에서는 “유일한 사상, 주체사상으로 튼튼히 무장하자”는 구호 밑에 종합대학은 우선으로 “주체적 공산주의 교육학의 새로운 장을 펼치었으며, 인텔리 혁명하의 앞장에 섰다.”다시 말하여 그때부터 종합대학에서 이데올로기 교육을 더욱더 강조하여 왔다. ’70년대 말까지 종합대학을 졸업한 학생은 5만여 명에 이르렀다고 한다. 또한 종합대학은 조선민주주의인민공화국의 커다란 자산인 120만 인텔리 대군을 양성하는 데 책임적 역할을 수행하였으며 과학기술발전에 일익을 담당하였다. 1970년대 이후부터는 영어를 교양, 필수과목으로 가르치기도 했다.

### 종합대학 정예화 시기
1980년대에 들어서‘전 인민의 인텔리화’정책을 제시함에 따라 일반대학 보다 종합대학은 선차적으로 정예화에 들어섰다. 특히 김정일은 당·정의 인사권을 완전히 장악한 80년대 초부터 간부급을 주로 김일성종합대학 출신자 가운데 발탁하고 있어서 종합대학은 조선민주주의인민공화국의 각급 주요 간부 양성기지로 되고 있다고 본다. 또한 현재 조선민주주의인민공화국의 당·정 부부장급(차관급) 이상 고위간부의 17% 이상이 김일성종합대학 출신인 것만 보아도 이 대학이 조선민주주의인민공화국 정권의 온상임을 알 수 있다.

## 현황
현재 김일성종합대학의 모습은 창립 당시에 비하여 매우 달라졌으며, 그 규모 역시 확장되었다. 156만 평방미터의 부지에 40만 평방미터의 건평을 차지한 대학 건물들이 배치되어 있다. 약 60년이 넘은 본교사를 신축하여 건설한 전자도서관과 제 1 호 교사, 제 2 호 교사, 체육관, 과학도서관, 수영관을 비롯하여 자연박물관, 출판사, 인쇄공장, 실습공장, 해양실습소 등이 있으며 기숙사, 식당, 병원, 종합편의시설 등이 갖추어져 있다.
종합대학에는 현재 15개 학부에 100여개의 강좌와 500여개의 실험실이 있으며, 10개 연구소와 100여개의 연구실이 있고, 연구원과 박사원도 있다. 종합대학에는 600여개 학급에 12,000여 명의 학생들과 6,000여명의 교직원들이 있다. 교직원 중 교육과 연구사업 담당 교수 및 연구사가 2,200여명 있는데 1000여명 이상의 교원은 준박사와 박사 학위를 가지고 있으며 여교수는 총 교원 수의 20%를 차지한다. 이들은 교수활동과 생활보장사업을 하고 있다. 학생들은 매월 소정의 장학금을 받으면서 공부하고 있다. 대학생들은 재학기간중 학용품, 교과서, 교복, 숙소비와 시내교통비 등을 포함하여 장학금을 받게되어 있다. 여학생은 총 학생수의 20~30%를 차지하고, 기숙사에 있는 학생 수는 총 학생수의 70%를 차지하고 있으며, 나머지 평양시내의 학생들은 자기 집에서 대학에 다닌다. 창립당시부터 1995년 초까지 졸업생 총수는 6만여 명에 달하는데, 연평균 1,300~1,500명의 학생이 졸업한다.

### 행정조직
조선민주주의인민공화국의 대학 조직은 행정체계와 당에 의한 지도체계로 이원화되어 있다. 총장은 일반적인 행정체계를 관할하고 있으며, 대학 당 책임비서는 당과 사회단체를 통제하는 지도체계를 구성하고 있다.
총장 직속기구로서 학부장과 행정부서장이 있으며, 당과 사회단체 간부들로 구성되어 있는 대학의 최고 의결기관인 ‘대학평의회’가 있다. 또한 총장 아래에는 제 1 부총장, 교무부총장, 과학부총장, 경리부총장 등 4명의 부총장이 있으며, 교무부총장은 교무행정, 과학부총장은 연구활동에 대한 업부, 경리부총장은 학교 운영을 위한 재정 관계를 맡고 있다. 교무부총장 아래에는 박사원장, 연구원장, 교무부장이 있으며 각 학부장, 강좌장, 행정부서장들은 교무부장의 지시와 통제를 받는다.
김일성종합대학 당위원회 책임비서는 학부 당 위원회를 통하여 대학의 관리와 교육내용 전반에 걸쳐 당적 통제를 관장하는 실질적인 대학의 운영자이다. 각 학부 당위원회, 각 학년 초급당 위원회 그리고 사회단체인 김일성사회주의청년동맹과 직업동맹이 그의 관할에 있고 대학의 강의 내용까지 조선로동당의 입장과 정책을 반영하도록 통제하고 있다.

### 학부 구성
김일성종합대학은 18개 대학 및 학부로 구성되어 있으며 60여 개 학과가 설치되어 있다. 주로 인문사회계열과 자연과학계열로서 기초적인 학문분야를 중심으로 이루어져 있다. 인문사회계는 다른 일반대학과 같이 학제가 4년이나, 자연계는 5년이다. 특히, 력사학부와 철학부는 김일성의 혁명활동, 주체사상에 대한 이론을 확립하고 이를 보급함으로써 김일성주의 신봉자들을 양성하는 데 주역을 담당한다.
- 사회과학부
  - 경제학부 : 정치경제학과, 계획경제학과, 재정경제학과, 경제조종학과, 대외경제학과
  - 력사학부 : 김일성동지혁명력사학과, 김정일동지혁명력사학과, 조선력사학과, 고고학 및 민속학과, 세계력사학과, 종교학과
  - 철학부 : 김일성주의로작학과, 주체사상학과, 주체철학과, 철학사학과
  - 법률대학 : 법학과, 국가관리법학과, 국가법학과
  - 문학대학 : 조선문학과, 창작학과, 조선어학과, 민족고전학과, 신문학과, 도서관학과
  - 외국어문학부 : 로씨야어문학과, 중국어문학과, 도이췰란드어문학과, 프랑스어문학과, 일본어문학과, 영어문학과
  - 재정대학

- 자연과학부
  - 컴퓨터과학대학
  - 수학부 : 수학과, 응용수학과, 프로그램학과
  - 물리학부 : 물리학과, 고체물리학과, 극소형전자학과
  - 원자력학부 : 핵물리학과, 플라즈마물리학과, 방사선화학과
  - 화학부 : 화학과, 분석화학과, 물리화학과
  - 생명과학부 : 동물학과, 식물학과, 토양학과, 실험생물학과, 생물공학과, 인류학과
  - 지구환경과학부 : 지리학과, 국토계획학과, 기상수분학과, 해양학과
  - 지질학부 : 지질학과, 지구과학과, 지구물리탐사학과, 수문지질학과
  - 력학부
  - 재료학부
  - 전자자동화학부

- 재교육학부 : 이 학부는 본과를 졸업한 후 3~5년간 일하다가 자기의 연구성과를 점검하거나 새로운 발전내용을 다시 학습하기 위해 대학에 나와 일정시간을 공부한다. 이 학부의 학제 기간은 대체로 두 달간이다. 즉, 해마다 두 번씩 한번에 두 달씩 공부하는데 철학, 력사, 경제, 외국어, 수학, 물리학과 등을 두고 있다.

### 연구소와 과학연구
종합대학에는 10개의 연구소가 있다. 사회과학 분야의 연구소는 ‘주체사상연구소’뿐이며, 나머지는 자연과학 분야에 속한 연구소인 바, 전자계산기연구소, 계산연구소, 생물공학연구소, 촉매연구소, 전자재료연구소, 원자력연구소, 전자물리연구소, 분석연구소, 화학실험연구소 등이 있다.
연구사는 대학 내의 각 연구소에서 연구사업을 수행하는데 연구조수, 연구사, 상급연구사, 2급연구사, 1급연구사 등으로 구별된다. 조선민주주의인민공화국에서 과학연구 사업의 최고 수준과 권위적 평가 칭호는 원사라고 하고 그 다음은 후보원사이다. 원사는 해당 분야의 연구사와 교수 중에서 학문적 업적이 탁월한 사람에게 수여하는 칭호로, 조선중앙인민위원회 학위학직 및 인민상 수여위원회에서 수여한다. 원사는 현재 24명있으며 종합대학에만 5명이 있다. 그 밖에 몇 명의 후보원사가 있다.

### 수업연한과 교육과정
김일성종합대학의 인문사회과학부의 수업연한은 4년 반, 자연과학부의 수업연한은 5년 반이 규정되어 있다.
종합대학에서는 한 학년도를 2학기로 나누고, 방학기간은 매학년도 마다 9주간이다. 조선민주주의인민공화국의 대학에서는 학년학과제를 실시하여 종합대학의 학생은 재학기간에 총 과목 수 24~35개를 이수해야 한다. 동시에 실험실습이 요구되는데 사회과학부는 30%, 자연과학부가 50%를 차지한다. 종합대학의 교육과정안 규정은 모든 학생에게 다음과 같은 과목을 공통으로 요구한다.
- 위대한 수령 김일성 동지 로작
- 위대한 령도자 김정일 동지 로작
- 위대한 수령 김일성 동지 혁명력사
- 위대한 령도자 김정일 동지 혁명력사
- 외국어로 영어, 러시아어, 중국어, 일어 중 두가지 선택
- 조선민주주의인민공화국 사회주의헌법
- 주체철학
- 주체정치경제학
- 체육
- 고등수학
- 프로그램작성법
- 한문
- 환경보호

이외에도 각 학부의 과정은 일반과목, 전공기초과목, 전공과목으로 나눌 수 있다. 그리하여 종합대학의 교육과정체제는 ‘학부-학과-전공반’이라는 체계가 된다.
대학의 교과서 내용을 분석해 보면, 기초 학문이 상대적으로 발달되어 있으나, 현대화·정보화시대에 걸맞은 응용학문 및 첨단과학기술학문이 뒤떨어져 있다. 이러한 형편을 개선하기 위하여 조선민주주의인민공화국에서는 최근 ‘우리식 교육을 발전시키기 위한 투쟁’을 벌이는 데서 종합대학이 잘한 것은 모든 일꾼들과 교직원들에게 ‘우리식 교육의 내용과 방법’에 대한 구체적 표상을 준 다음, 완강한 실천력으로 교수요강과 강의안 작성을 완성하고, 새 학년도부터 새로운 강의안에 기초한 교수사업을 보장할 것이라고 보고하였다.
특히 김일성종합대학의 교육고찰단이 이웃 나라를 방문할 때, 그 나라 대학의 과정안 등의 관련 자료를 수집하는 등 자체 교수요강과 과정안 개선을 위해 노력하고 있다.

### 외국인 유학생 현황
김일성종합대학에서는 1950년대 초부터 외국 유학생을 받아왔는데, 아시아와 아프리카, 라틴아메리카, 유럽에서 온 외국 유학생들도 있다. 종합대학에 유학생을 파견한 나라를 구체적으로 살펴보면 몽골, 러시아, 알바니아, 헝가리, 체코, 불가리아, 베트남, 독일, 카메룬, 인도, 아프가니스탄, 인도네시아, 쿠바, 핀란드, 케냐, 캄보디아, 예멘, 파키스탄, 시리아, 칠레, 이란, 중국 등이 있는데 그 가운데 중국 유학생이 제일 많다. 통계에 의하면, 1954년부터 1994년까지 무려 400여명의 중국학생이 파견되었다. 유학생들은 주로 조선어를 배우러 오지만, 졸업한 후 외교사업과 조선에 대한 연구사업에 종사하고 있다.

### 교원 및 학생 현황
이 학교에는 2,500명의 교수와 12,000명의 학생을 두고 있다. (출범 당시에는 교수 68명, 학생 1,500명)

### 주요 시설
김일성종합대학의 부속 시설로는 전자도서관, 수영관, 출판사, 인쇄소, 기록관, 전산실, 대학학보사, 체육관, 미술관, 용남산체육단 등이 있으며, 대학신문을 일요일에 출판한다. 아울러 자체 농장과 목장을 가지고 있으며, 통학차량과 교내와 교외에 기숙사도 있다.
- 도서관 : 조선왕조실록 적상산사고본을 비롯하여, 200만 부의 서적을 소장하고 있다.
- 연구실 : 50개실
- 기숙사 : 10호동

## 위상
조선민주주의인민공화국 정부가 시행한 대학입학 자격시험의 수석들이 주로 김일성종합대학에 입학하고 있다. 합격자 선발에 있어서도 출신학교의 졸업성적, 시ㆍ군 교육위원회 또는 소속직장과 출신학교장의 추천, 철저한 신분검사가 필수적이다. 출신성분, 정치조직생활, 예비시험과 본고사 성적은 각각 1/4씩 반영한다. 졸업생들은 조선민주주의인민공화국과 국내외의 정·관계에 대거 포진되어 활동하고 있다. 간혹 일부 외국 귀빈에게 특별히 명예학위를 수여하기도 한다.
조선민주주의인민공화국 내각 부장급 이상 1/2, 부부장급 이상 1/3이 김일성종합대학 출신이라고 할 만큼 김일성종합대학은 지도급 인물을 배출하고 있다. 북한의 권력 엘리트 100위 이내의 인물 중에서 만경대혁명학원 출신은 25명, 김일성종합대학 출신자는 김정일을 비롯하여 34명에 이르고 있다. 김정일이 1964년 정치경제학부를 졸업하였다는 사실은 조선민주주의인민공화국에서 김일성종합대학의 위상을 말해준다.

## 같이 보기
- 김정일정치군사대학 - 공작원 훈련교육기관
- 김책공업종합대학
- 리과대학
- 김형직사범대학
- 평양과학기술대학 (북한의 유일한 사립대이자 국제대학)
- 평양건축종합대학

## 참조 및 참고 문헌
1. ↑  서적 ‘조선교육사(3)’, 김창호/평양교육출판사, 주체69(1980)
2. 1 2  논문 '김일성종합대학과 북한의 권력 엘리트 양성', 한만길, 손계림/'대학교육' 1998년(주체87) 9ㆍ10월호
3. ↑  서적 '학원의 맏아들',김일성종합대학 혁명사적자료실/김일성종합대학 출판사, 주체70(1981)~평양
4. ↑  서적 '인민의 대학'/김일성종합대학 출판사, 주체72(1983)~평양
5. ↑  서적 '인민의 대학'/김일성종합대학 출판사, 주체84(1983)~평양
6. ↑  신문기고문 '우리식 교육을 강화하는 데 틀어진 고리-김일성종합대학에서'/로동신문, 주체84(1995). 10. 17~평양
7. ↑  기록영화 '김일성종합대학 창립 40돐을 맞이하여'/조선예술영화촬영소
8. ↑  서적 '북한사회 깊이 읽기', 정창현/민속원
9. ↑  논문 '김일성종합대학과 북한의 권력 엘리트 양성', 한만길, 손계림/'대학교육' 1998년(주체87) 9ㆍ10월호
10. ↑  화첩 '김일성종합대학 소개'/김일성종합대학출판사
11. ↑  논문 '북한 교등교육의 발전과 개혁', 손계림
12. ↑  논문 ‘김정일 정권의 권력 엘리트 분석’, 전현준/민족통일연구원